# جنگل‌های همیشه‌سبز جنب‌حاره‌ای جزایر نانسی
جنگل‌های همیشه‌سبز جنب‌حاره‌ای جزایر نانسی (انگلیسی: Nansei Islands subtropical evergreen forests) بوم‌ناحیه‌ای در جزایر ریوکیو (جزایر نانسی) در ژاپن است. این جزایر نوعی کمان جزیره‌ای است که از جنوب غربی از کیوشو به سمت تایوان کشیده شده است. جزایر بزرگ‌تر این مجموعه از نوع جزیره آتشفشانی و جزیره‌های کوچک‌تر آن از نوع جزیره مرجانی است. جزیره اوکیناوا بزرگ‌ترین جزیره در این مجموعه است.
این بوم‌ناحیه شمالی‌ترین نقطه قلمرو هندومالایی است و چندین گونه گیاهی حاره‌ای و جنب‌حاره‌ای آسیا را در خود جای داده است.